# Tamara Deverell

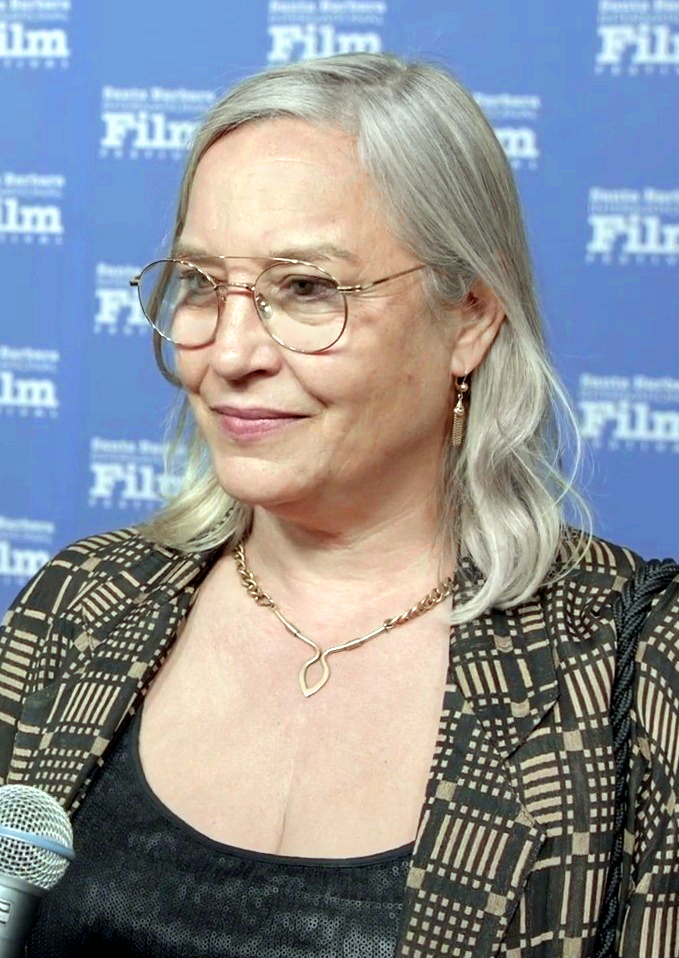
Tamara Deverell auf dem Santa Barbara International Film Festival (2022)

Tamara Deverell ist eine kanadische Artdirectorin und Szenenbildnerin.

## Leben
Deverell begann ihre Karriere in den 1990er Jahren in Montreal, wo sie am Szenenbild bei Filmproduktionen mit Francois Seguin arbeitete. Später folgten Arbeiten gemeinsam mit Carol Spier und John Myhre. Sie arbeitete an Filmen der Regisseure David Cronenberg, Guillermo del Toro und Bryan Singer. Ihr Schaffen umfasst mehr als 40 Film- und Fernsehproduktionen.
Ihre Arbeit für del Toros Film Nightmare Alley brachte ihr 2022 eine Nominierung für den Oscar in der Kategorie Bestes Szenenbild ein.
Sie lebt in Toronto.

## Filmografie (Auswahl)
- 1991: Masala
- 1994: Eclipse – Begegnungen (Eclipse)
- 1995: Liberty Street (Fernsehserie, 16 Episoden)
- 1996: Crash
- 1997: Mimic – Angriff der Killerinsekten (Mimic)
- 1998: Studio 54 (54)
- 1999: eXistenZ
- 2000: X-Men
- 2002: Tötet Smoochy (Death to Smoochy)
- 2007: Charlie Bartlett
- 2016–2017: Suits (Fernsehserie, 16 Episoden)
- 2021: Nightmare Alley
- 2023: Priscilla

## Auszeichnungen
- 2022: Nominierung für den Oscar in der Kategorie Bestes Szenenbild für Nightmare Alley, gemeinsam mit Shane Vieau